# Our World in Data

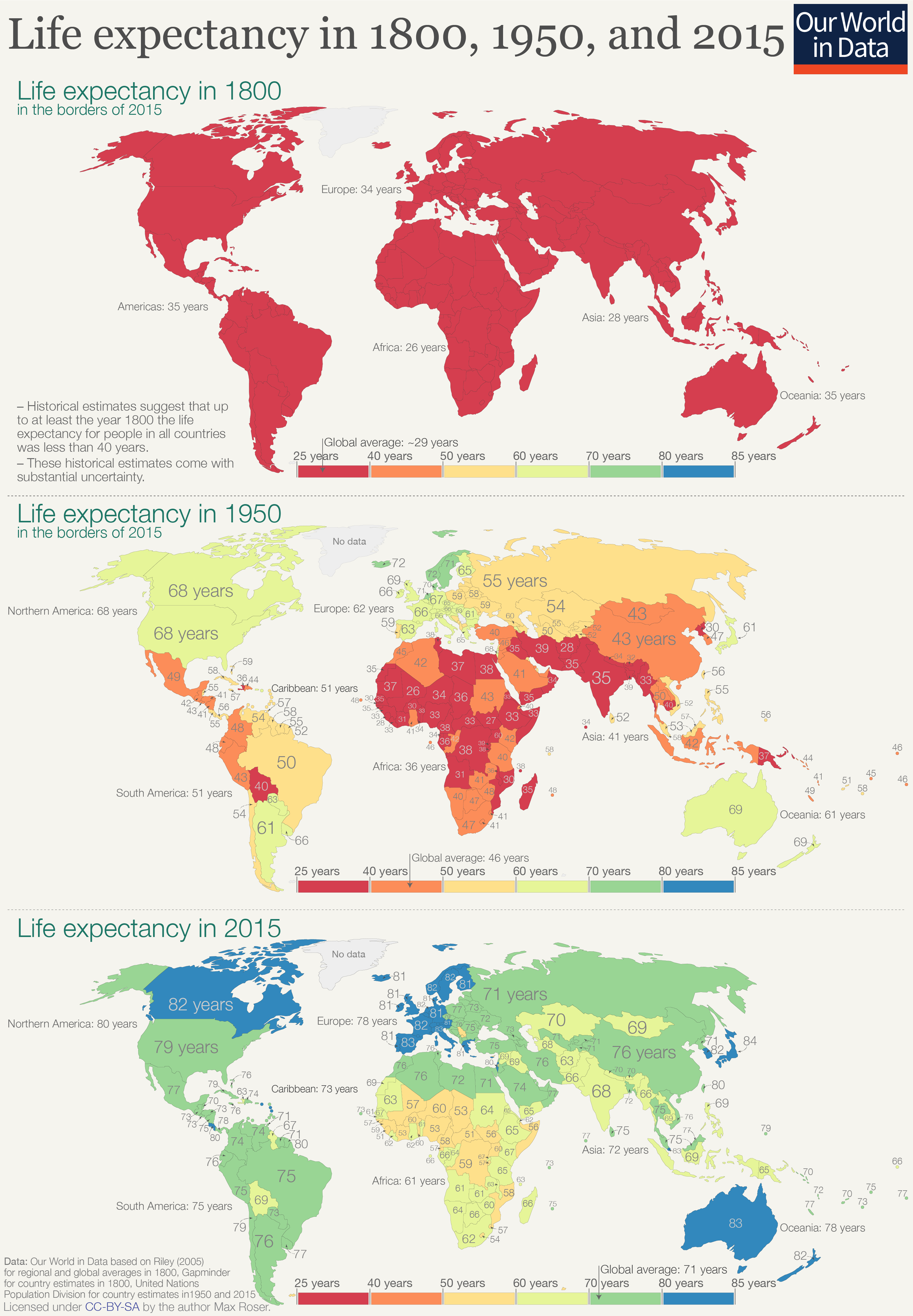
Grafik von Our World in Data: Lebenserwartung in den Jahren 1800, 1950 und 2015

Globale CO_{2}-Emissionen nach Weltregionen seit 1750

Our World in Data (OWID) ist eine Online-Publikation, die über die historische Entwicklung der Lebensverhältnisse der Menschheit informiert. Sie betrachtet dazu unter anderem demographische, entwicklungsökonomische, geographische und kulturelle Aspekte. Our World in Data nimmt häufig eine historische Perspektive ein und informiert über die historische Entwicklung der Lebensverhältnisse der Menschheit.
OWID ist nach Problemfeldern gegliedert. Jeder Artikel diskutiert ein globales Problem – von gesundheitlichen Problemen, über Hunger, Armut, Krieg, Bildung, zu Umweltthemen. Diese stellen, je nach Vollständigkeit des Eintrags, die historische Entwicklung eines Aspekts, die Ursachen und Konsequenzen dieser Entwicklung, sowie die Qualität der zugrunde liegenden Daten dar. Alle Themen sind zudem graphisch aufbereitet. Die Beiträge sind unter CC-SA 4.0 lizenziert.

## Organisatorisches
Our World in Data ist an der Oxford Martin School angesiedelt, die zur sozialwissenschaftlichen Fakultät der Universität Oxford gehört. Leiter ist der Ökonom Max Roser. 
Die Website finanziert sich über Spenden, überwiegend von Privatpersonen, Philanthropen und Stiftungen. Nach eigenen Angaben erhielt sie größere Zuwendungen von der Nuffield Foundation, dem britischen Gesundheitsministerium, Susanne Klatten und der Bill & Melinda Gates Foundation.

## Geschichte
Roser begann im Jahr 2011 mit der Arbeit an Our World in Data. In den ersten Jahren finanzierte er sein Projekt als Fahrradreiseleiter in Europa und entwickelte die Publikation zusammen mit dem Ungleichheitsforscher Anthony Atkinson.
2014 erreichte die Publikation 120.000 Leser. Seitdem stieg die Anzahl der Leser auf über 25 Millionen zwischen Dezember 2018 und Dezember 2019. Im August 2025 gibt die Website an, 14.036 Grafiken zu 123 Themen zu haben. Seit 2018 verfolgt Our World in Data die weltweiten Fortschritte hinsichtlich der 17 Nachhaltigkeitsziele mithilfe der von der UN definierten Indikatoren.
2019 wurde Our World in Data mit dem Lovie Award, dem europäischen Internetpreis, ausgezeichnet. In der Laudatio heißt es, Our World in Data vermittele eine Perspektive, die „notwendig ist, um soziale, wirtschaftliche und ökologische Veränderungen herbeizuführen“.

## Verwendung
Our World in Data wird in wissenschaftlichen Fachzeitschriften wie Science, Nature und den Proceedings of the National Academy of Sciences zitiert.
Die Website wird häufig als Datenquelle in den Medien verwendet. Besonders englischsprachige Medien wie die BBC, die Washington Post, die New York Times und The Economist stützen sich regelmäßig auf Our World in Data als Quelle.
Our World in Data wird in der Lehre an Hochschulen verwendet. Zu Institutionen, die für ihre Lehre auf diese Online-Publikation zugreifen, gehören die Harvard University, die Stanford University, die University of Oxford, die University of Chicago und die University of Cambridge.